# Глазман Ізраїль Маркович
Ізраїль Маркович Глазман (нар. 8 (21) грудня 1916, Одеса, Російська імперія — 30 травня 1968, Харків, УРСР) — український математик, доктор фізико-математичних наук, професор.

## Життєпис
Народився в сім'ї службовця. Ще в дитячі роки він виявив видатні музичні здібності, займався в музичній школі. У грі на скрипці досяг такого рівня, що навіть після закінчення університету коливався у виборі професії. Зробивши вибір на користь математики, ніколи не залишав музичних занять.
У 1938 р. закінчив Одеський університет, його вчителем був М. Г. Крейн.
У 1939 р. був призваний в армію, в 1940 р. повернувся до Одеси. Працював асистентом в Одеському університеті.
Після початку німецько-радянської війни, з липня 1941 р., знову в Радянській Армії. У листопаді 1941 р. вступив до КПРС. Брав участь у Сталінградській битві, битві на Курській дузі, на Україні, в Польщі, в Німеччині і закінчив свій бойовий шлях у Відні. Мав бойові нагороди, серед них орден Червоної Зірки за форсування Дніпра.
Після демобілізації в квітні 1946 р. працював у Харківському політехнічному інституті, з 1955 — очолював в ньому кафедру теоретичної та математичної фізики.
Водночас з 1960 р. був завідувачем відділу функціонального аналізу та обчислювальної математики Фізико-технічного інституту низьких температур АН УРСР (Харків).
З 1949 р. — кандидат наук, з 1959 р. — доктор фізико-математичних наук, з 1960 р. — професор.
Покінчив життя самогубством.

## Наукова діяльність
Займався дослідженнями у сферах спектральної теорії диференціальних операторів, теорії розширень ермітових операторів, задач програмування та оптимального керування. Розробив метод розщеплення для замкнених лінійних операторів.
У своїй кандидатській дисертації Глазман побудував вичерпну класифікацію одновимірних сингулярних крайових задач, використовуючи ідеї теорії операторів. Свої дослідження систематизував в докторській дисертації і в монографії «Прямі методи якісного спектрального аналізу сингулярних диференціальних операторів» (1963 р.). У співавторстві з Наумом Ахієзером написав монографію «Теорія лінійних операторів в гільбертовому просторі», яка переведена зокрема в Німеччині, Великій Британії, США.
Очоливши лабораторію ФТІНТ, переключився на проблеми обчислювальної математики, математичної економіки, статистики та теорії оптимальних рішень.

## Праці
- «До теорії сингулярних диференціальних операторів» // УМН. 1950. № 5, вып. 6;
- Ахієзер Н.І., Глазман І.М. Теорія лінійних операторів у гільбертовому просторі. — 2025. — Т. 1. — 335 с.(укр.)
- «Прямі методи якісного спектрального аналізу сингулярних диференціальних операторів». Москва, 1963;
- «Основи мережевого планування і управління». Харків, 1966 (співавтор).